# Resident Evil Village
Resident Evil Village este un joc horror de supraviețuire dezvoltat și publicat de Capcom. Este continuarea jocului Resident Evil 7: Biohazard. Povestea jocului îl urmărește pe Ethan Winters, care, după o întâlnire decisivă cu Chris Redfield, se regăsește într-un sat plin de creaturi mutante într-un efort spre a o găsi pe fiica lui care a fost răpită. În timp ce Village este sprijinul principal pentru seria elementelor unui joc horror de supraviețuire, acesta adoptă un stil de joc orientat mai mult înspre acțiune prin comparație cu predecesorul lui. 
Resident Evil Village include și un mod multiplayer online. Jocul a fost anunțat la evenimentul de dezvăluire PlayStation 5 din iunie 2020 și a fost lansat pe 7 mai 2021 pentru Windows, PlayStation 4, PlayStation 5, Xbox One, Xbox Series X / S și Stadia. Jocul a primit în general recenzii favorabile.